# Беркес, Фикрет
Фикрет Беркес (тур. Fikret Berkes, род. 17 октября 1945) — канадский эколог. Он является почётным профессором Института природных ресурсов Университета Манитобы. Беркес изучает управление природными ресурсами на уровне сообществ по всему миру.

## Ранние годы и образование
Беркес родился в Стамбуле, Турция, в 1945 году. Его родители — Ниязи Беркес и Медиха Эсенель. В 1968 году он получил степень бакалавра наук в Университете Макгилла, Монреаль, Канада. В 1973 году он получил степень доктора наук в области морских наук в том же университете.

## Карьера
В 1974 году, вместо того чтобы продолжить работу в качестве постдокторанта по морской экологии, Беркес работал с антропологом Харви Фейтом, изучая рыболовство народа кри.
Беркес преподавал в Университете Брока, затем в 1991 году стал директором Института природных ресурсов в Университете Манитобы.

## Награды
В 2014 году Беркес получил премию «За научные достижения в области устойчивого развития» от Экологического общества Америки за третье (2012) издание книги «Священная экология».
Он также был удостоен инаугурационной премии Международного союза охраны природы (CEESP) за выдающиеся научные исследования (2016 г.) и премии IASC Элинор Остром для старших научных сотрудников (2015 г.).

## Избранные публикации
- Berkes, F. Sacred Ecology (англ.). — 4th. — New York: Routledge, 2017. — 394 p. — ISBN 9781315114644. — doi:10.4324/9781315114644.
- Berkes, F., Colding, J., & Folke, C. (Eds.). Navigating social-ecological systems: building resilience for complexity and change (англ.). — Cambridge: Cambridge University Press, 2008. — 394 p. — ISBN 0521061849, 9780521061841. — doi:10.1017/CBO9780511541957.020.
- Berkes, F., Colding, J., & Folke, C. Rediscovery of traditional ecological knowledge as adaptive management (англ.) // Ecological Applications : журнал. — 2000. — Vol. 10, no. 5. — P. 1251–1262. — doi:10.1890/1051-0761(2000)010[1251:ROTEKA]2.0.CO;2.
- Berkes, F., Folke, C., & Colding, J. (Eds.). Linking social and ecological systems: management practices and social mechanisms for building resilience (англ.). — Cambridge University Press. — Cambridge, 2000. — 459 p. — ISBN 0521785626, 9780521785624.